# Stiebsdorfer See
Der Stiebsdorfer See ist ein 51 Hektar großer rekultivierter Tagebausee, der nach dem devastierten Ort Stiebsdorf (Sćiwojce) benannt ist.

## Lage
Er liegt westlich von Calau in den brandenburgischen Landkreisen Dahme-Spreewald und Elbe-Elster. Östlich des Sees befindet sich die A 13.

## Geschichte
Der See entstand aus einem Restloch des Braunkohletagebaus Schlabendorf Süd und wurde durch Spreewasser zwischen 1999 und 2011 gefüllt. Er ist Teil von Sielmanns Naturlandschaft Wanninchen und das Zentrum des Naturschutzgebiets „Drehnaer Weinberg und Stiebsdorfer See“.